# フランチェスコ・バルトロメオ・コンティ

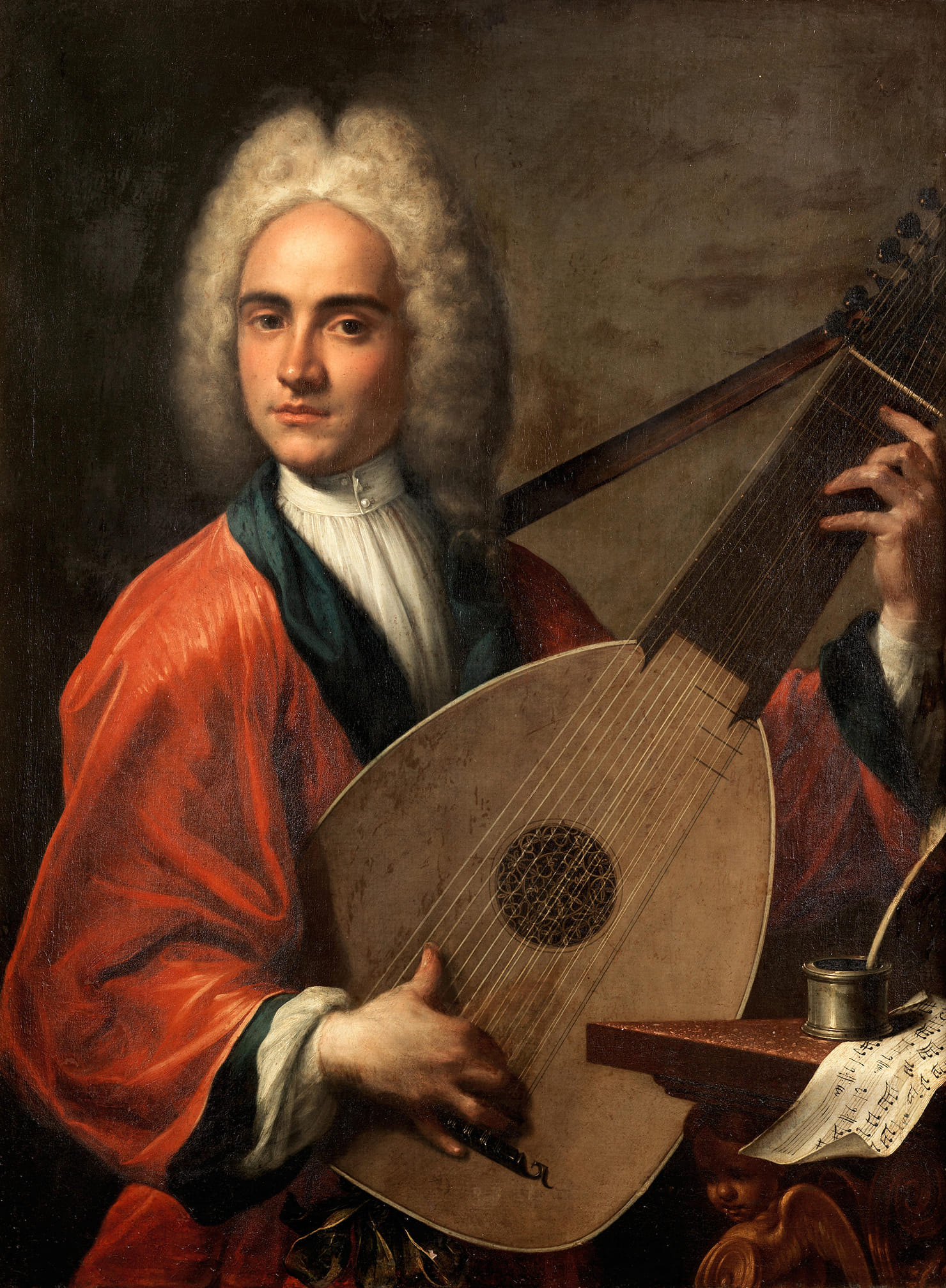
コンティのものと見られているフランチェスコ・トレビサーニによるリュート奏者の肖像

フランチェスコ・バルトロメオ・コンティ（Francesco Bartolomeo Conti, 1681年1月20日 - 1732年7月20日）は、イタリアの作曲家、テオルボ奏者、マンドリン奏者。

## 生涯
フィレンツェ出身。1700年頃にはすでにフィレンツェだけでなく、フェラーラやミラノなどでテオルボ奏者として名声を得ていた。その評判はウィーンのハプスブルク家の宮廷にも聞こえ、正テオルボ奏者のオラツィオ・クレメンティと同じ給料で補助奏者として雇われた。一方で1706年の謝肉祭で『クレオティーデ』でオペラ作曲家としてデビューした。1708年にクレメンティが死去したため、正テオルボ奏者に昇進し、1726年まで在職した。また同年にアカデミア・フィラルモニカ・ディ・ボローニャの会員に選出された。その後1711年に宮廷副楽長に、1713年には宮廷作曲家に任命された。1723年、宮廷楽長ヨハン・ヨーゼフ・フックスが作曲した、皇帝カール6世のボヘミア王戴冠を祝う祝祭オペラ『コスタンツァとフォルテッツァ』にテオルボ奏者として出演した。その後健康上の理由で1726年と1729年から1732年までイタリアに帰った。1732年にウィーンに戻って2つのオペラを上演したが、7月に死去した。
1711年、最初の妻テレジア・クグラーが死去した後、ウィーンの最高給取りのプリマドンナマリア・ランディーニと結婚した。彼女は彼のオペラのソプラノを担当したが、1722年に死去した。その後、アンナ・マリア・ロレンツァーナと再婚し、彼女も3つのオペラでプリマドンナを務めた。息子のイニャツィオ・コンティ（1699年 - 1759年）も宮廷テオルボ奏者となった。

## 作品
作品には『シエラ・モレナのドン・キホーテ』『クレタのテセオ』など16のオペラ、『サウルに迫害されたダヴィデ』など9つのオラトリオ、50のカンタータなどがある。またマンドリン奏者としても知られ、最古のマンドリン・ソナタを作曲した。
彼のオペラ『クレオティーデ』はゲオルク・フリードリヒ・ヘンデルのオペラ『オルミスダ』に引用され、ヨハン・ゼバスティアン・バッハも彼のカンタータ『我が魂は病み』を筆写し編曲している。